# Puntenkoers
De puntenkoers is een discipline binnen het baanwielrennen. 
Hierbij rijden alle renners tegelijk op de baan in een wedstrijd met een vastgesteld totaal aantal ronden. Het totale aantal ronden dat gereden moet worden, is afhankelijk van de baanlengte. De heren rijden 40 kilometer, de dames en junioren rijden 25 kilometer. Na een aantal ronden wordt gesprint - ongeveer elke twee kilometer. Ook dit is afhankelijk van de baanlengte. Bij elke sprint krijgen de eerste vier renners respectievelijk vijf, drie, twee en een punt(en). Indien een renner een ronde voorsprong neemt, krijgt deze 20 punten. De renner met de meeste punten wint de wedstrijd.
Een wedstrijd met een vooraf bepaald aantal klassementen om een vooraf vastgesteld aantal ronden is de Klassementwedstrijd. Deze wedstrijd wordt "in de wandel" onterecht vaak een puntenkoers genoemd. Bij de klassementwedstrijd wint de renner die aan het eind van de wedstrijd de meeste punten heeft. Rondenwinst gaat hierbij voor de meeste punten. Dus een renner kan met minder punten dan een andere renner door een ronde voorsprong de wedstrijd winnen.

## Kampioenschappen
- Belgische kampioenen Puntenkoers
- Nederlandse kampioenen Puntenkoers
- Europese kampioenen Puntenkoers
- Wereldkampioenen Puntenkoers
- Olympische kampioenen baanwielrennen